# S-Bahn v Hamburku

Mapa

S-Bahn Hamburg je železniční systém osobní dopravy v Hamburku a okolí. Spolu s metrem a regionálními dráhami tvoří síť kolejové dopravy hanzovního města a okolí. Jeho počátky sahají do roku 1907, kdy zahájily tehdejší státní dráhy provoz elektrické městské rychlodráhy.
Provozovatelem je S-Bahn Hamburg GmbH, samostatná dceřiná společnost DB Stadtverkehr. V roce 2007 použilo služeb S-Bahnu 190,5 miliónů cestujících.
Podobně jako berlínský S-Bahn používá většinou samostatné tratě a stejnosměrné napájení přívodní kolejnicí, avšak s napětím 1200 V a bočním kontaktem. Kromě toho je v části sítě použito konvenční napájení trakčním vedením.
Stejně jako v Berlíně mají spoje na jednotlivých linkách poměrně krátké intervaly, na rozdíl od Berlína ovšem síť, s výjimkou jižní větve S3, nezasahuje za hranice města.

## Linky

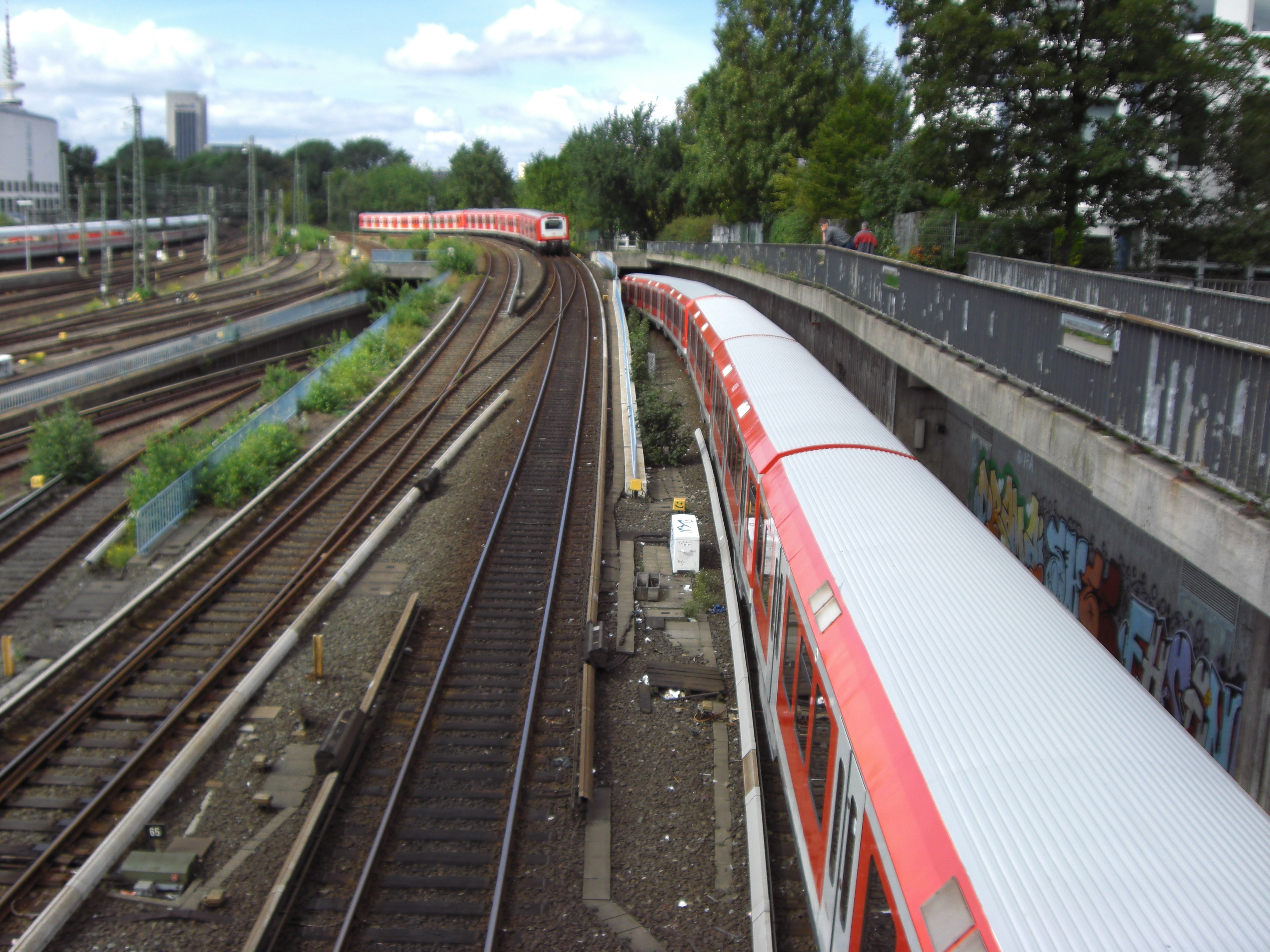
Vlaky S-Bahnu na spojovací dráze (vlevo) a na tunelové rampě City-S-Bahn (vpravo)

Délka sítě hamburského S-Bahnu dosahuje 144 km a zahrnuje 67 stanic. Tvoří ji dvě východo-západní kmenové tratě (hambursko-altonská spojovací dráha a City-S-Bahn), na které navazují na západě dvě a na východě tři větve. Obě hlavní tratě jsou spojeny na nádraží Altona a na hlavním nádraží. 113,2 km tratí je vedeno po samostatných kolejích, 31,9 km společně s ostatní dopravou. Asi 12,5 km tratí je vedeno v tunelech a 7,9 km tratí je jednokolejných.
V provozu jsou 4 základní linky (S1, S21, S3, S31) a dvě posilové (S11, S2). V následující tabulce jsou zvýrazněny stanice s možností obratu soupravy.

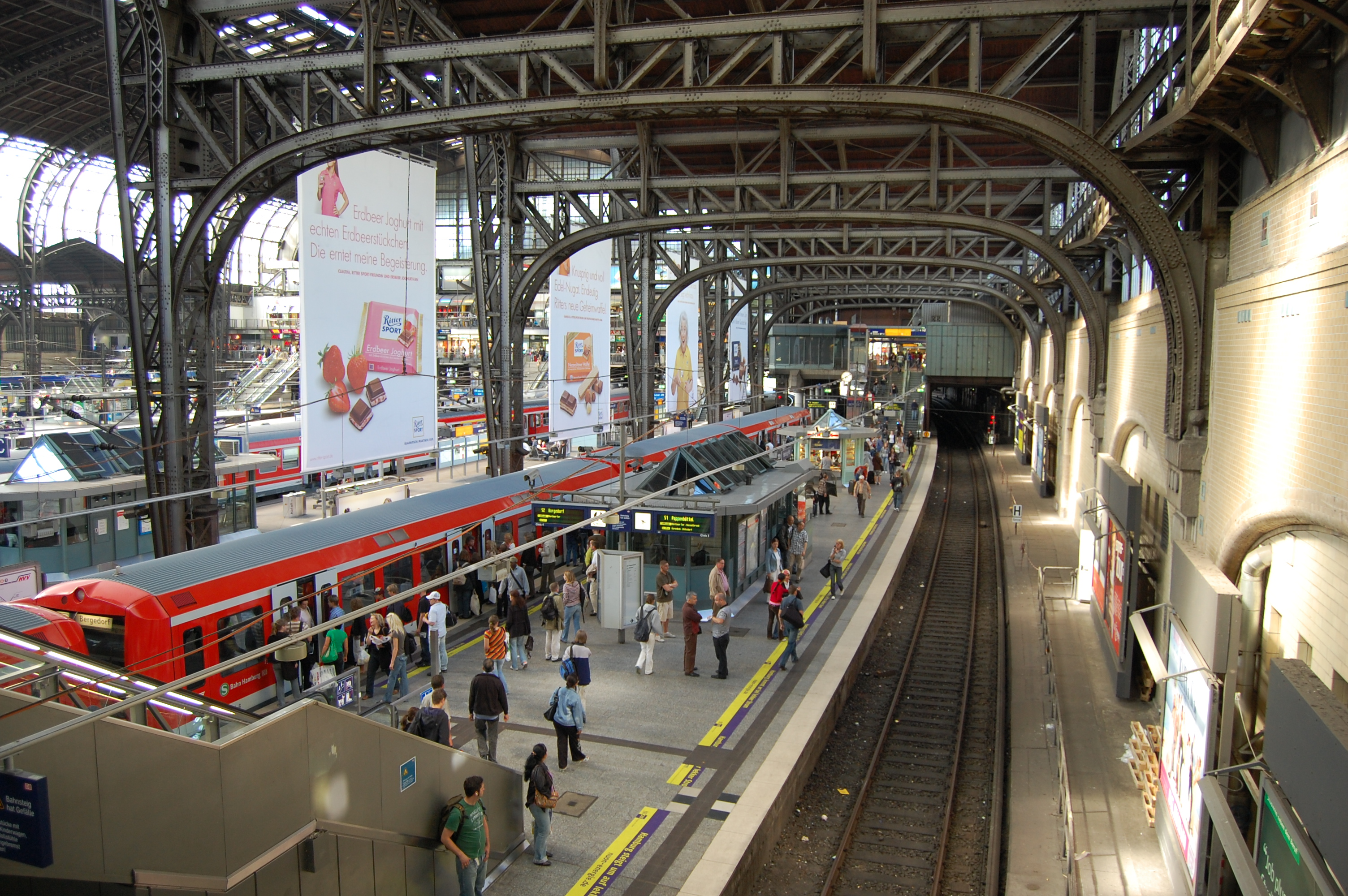
Pohled na nástupiště S-Bahn v hale hlavního nádraží
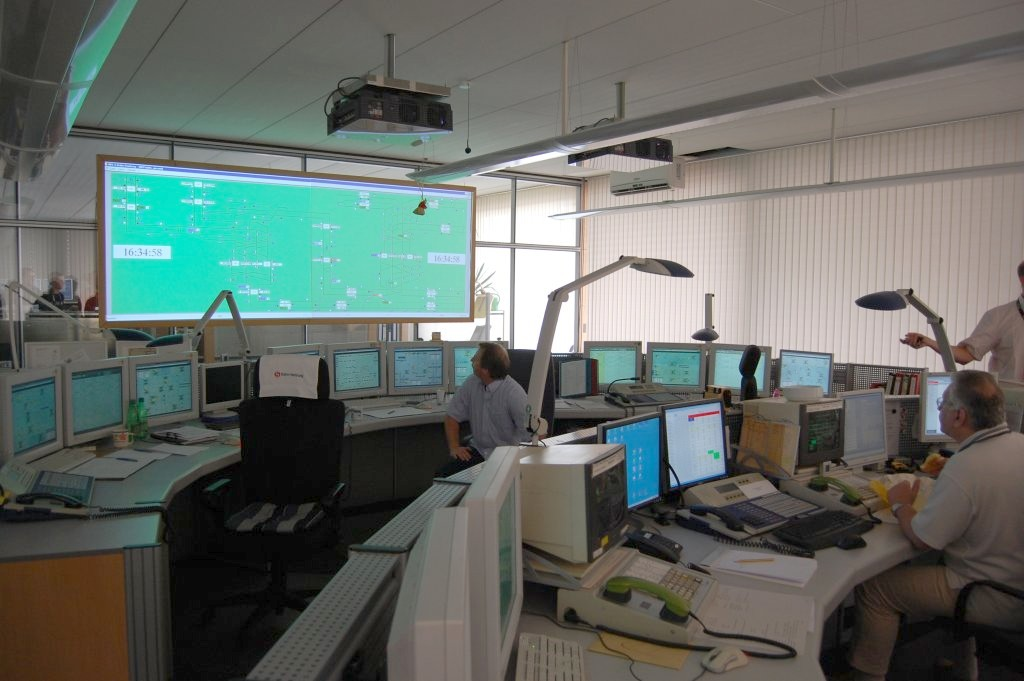
Centrální dispečink na nádraží Altona

| Linka | Odkud - kam                                                    | Stanice |
| ----- | -------------------------------------------------------------- | --- |
|       | Wedel – Hamburg Airport (letiště)/- Poppenbüttel               | Wedel – Rissen – Sülldorf – Iserbrook – Blankenese – Hochkamp – Klein Flottbek (Botanischer Garten) – Othmarschen – Bahrenfeld – Altona – Königstraße – Reeperbahn – Landungsbrücken – Stadthausbrücke – Jungfernstieg – Hauptbahnhof – Berliner Tor – Landwehr – Hasselbrook – Wandsbeker Chaussee – Friedrichsberg – Barmbek – Alte Wöhr (Stadtpark) – Rübenkamp (City Nord) – Ohlsdorf - (přední tři vozy:) Hamburg Airport (Flughafen) / (zadní tři vozy:) Kornweg (Klein Borstel) – Hoheneichen – Wellingsbüttel – Poppenbüttel |
|       | Blankenese – Ohlsdorf (– Poppenbüttel) (jezdí jen ve špičkách) | Blankenese – Hochkamp – Klein Flottbek (Botanischer Garten) – Othmarschen – Bahrenfeld – Altona – Holstenstraße – Sternschanze – Dammtor – Hauptbahnhof – Berliner Tor – Landwehr – Hasselbrook – Wandsbeker Chaussee – Friedrichsberg – Barmbek – Alte Wöhr (Stadtpark) – Rübenkamp (City Nord) – Ohlsdorf (– Kornweg (Klein Borstel)) – Hoheneichen – Wellingsbüttel – Poppenbüttel) |
|       | Altona – Bergedorf (jezdí jen ve špičkách)                     | Altona – Königstraße – Reeperbahn – Landungsbrücken – Stadthausbrücke – Jungfernstieg – Hauptbahnhof – Berliner Tor – Rothenburgsort – Tiefstack – Billwerder-Moorfleet – Mittlerer Landweg – Allermöhe – Nettelnburg – Bergedorf |
|       | Elbgaustraße – Aumühle                                         | Elbgaustraße – Eidelstedt – Stellingen – Langenfelde – Diebsteich – Holstenstraße – Sternschanze – Dammtor – Hauptbahnhof – Berliner Tor – Rothenburgsort – Tiefstack – Billwerder-Moorfleet – Mittlerer Landweg – Allermöhe – Nettelnburg – Bergedorf – Reinbek – Wohltorf – Aumühle |
|       | Pinneberg – Stade                                              | Pinneberg – Thesdorf – Halstenbek – Krupunder – Elbgaustraße – Eidelstedt – Stellingen – Langenfelde – Diebsteich – Altona – Königstraße – Reeperbahn – Landungsbrücken – Stadthausbrücke – Jungfernstieg – Hauptbahnhof – Hammerbrook (City Süd) – Veddel (BallinStadt) – Wilhelmsburg – Harburg – Harburg Rathaus – Heimfeld – Neuwiedenthal – Neugraben – Fischbek – Neu Wulmstorf – Buxtehude – Neukloster – Horneburg – Dollern – Agathenburg – Stade                                                                           |
|       | Altona – Berliner Tor / – Harburg-Rathaus (– Neugraben)        | Altona – Holstenstraße – Sternschanze – Dammtor – Hauptbahnhof – (v přepravních sedlech: Berliner Tor, jinak:) Hammerbrook – Veddel (BallinStadt) – Wilhelmsburg – Harburg – Harburg Rathaus (pouze ve špičkách: – Heimfeld – Neuwiedenthal – Neugraben) |

## Dějiny

### 1866–1906 – Předcházející vývoj
16. července 1866 byla zahájena osobní doprava na hamburské spojovací dráze, pozdější kmenové trati S-Bahnu. Trať propojovala nádraží Klosterthor a Altona. Od počátku zde byl zaveden snížený tarif. V roce 1867 došlo k prodloužení jednokolejnou tratí, ještě bez dnešních zastávek, do Blankenese. Zastávky, zprvu provizorní, byly zřizovány až dodatečně podle požadavků na přepravu. V roce 1883 byla jednokolejná trať prodloužena do Wedelu.

Poloha čtyř koncových nádraží a nového hlavního nádraží

Ve druhé polovině 19. století prudce stoupaly požadavky na osobní i nákladní dopravu. Tento proces byl ještě urychlen sjednocením Německa a částečně i odstraněním překážek v plánování dopravy přes hranice sjednocených německých států. Tento proces se nevyhnul ani Hamburku a nové uspořádání železniční sítě se stalo nezbytným.
1893 započala přestavba spojovací dráhy. Namísto dvou byly položeny čtyři koleje pro oddělení městské a ostatní dopravy, celá dráha se dostala na vyvýšené těleso, čímž odpadla úrovňová křížení se silničními komunikacemi. K dovršení všeho uzavřel roku 1898 Hamburg s Pruskem smlouvu o uspořádání železniční dopravy, ve které byla mimo jiné zakotvena úloha čtyř koncových nádraží a zřízení nového centrálního nádraží.
V diskusích o vylepšení městské dopravy figurovalo vedle železnice nejen zřízení podzemní dráhy, jejíž stavba započala roku 1906, ale i dalších dopravních systémů - visuté dráhy a místních drah. Nakonec padlo rozhodnutí o elektrifikované železnici, po kterém se vedení pruských drah začalo ohlížet po vhodné zkušební trati. V roce 1904 byla uzavřena smlouva mezi Hamburkem a Pruskem o elektrifikaci trati Blankenese - Ohlsdorf.

### 1906 – Počátek provozu
Pruské ředitelství železnic Altona zahájilo 5. prosince 1906 osobní dopravu mezi městy Blankenese, Altona a Hamburg na Hambursko-altonské městské a předměstské dráze (Hamburg-Altonaer Stadt- und Vorortbahn) v parní trakci. Ve stejný den byl zahájen pravidelný provoz i na novém hlavním nádraží.
Městská a předměstská dráha používala trať Altona - Blankenese z roku 1867, koleje pro regionální dopravu spojovací dráze a novou dvoukolejnou trať do Hasselbrooku a Ohlsdorfu. Trať vedla východně od hlavního nádraží, nejprve souběžně s tratí Lübeck-Büchener Eisenbahn do Hasselbrooku a dále po vlastní trase až k nově zřízenému hřbitovu v Ohlsdorfu.

### 1907/1908 – Zahájení elektrického provozu

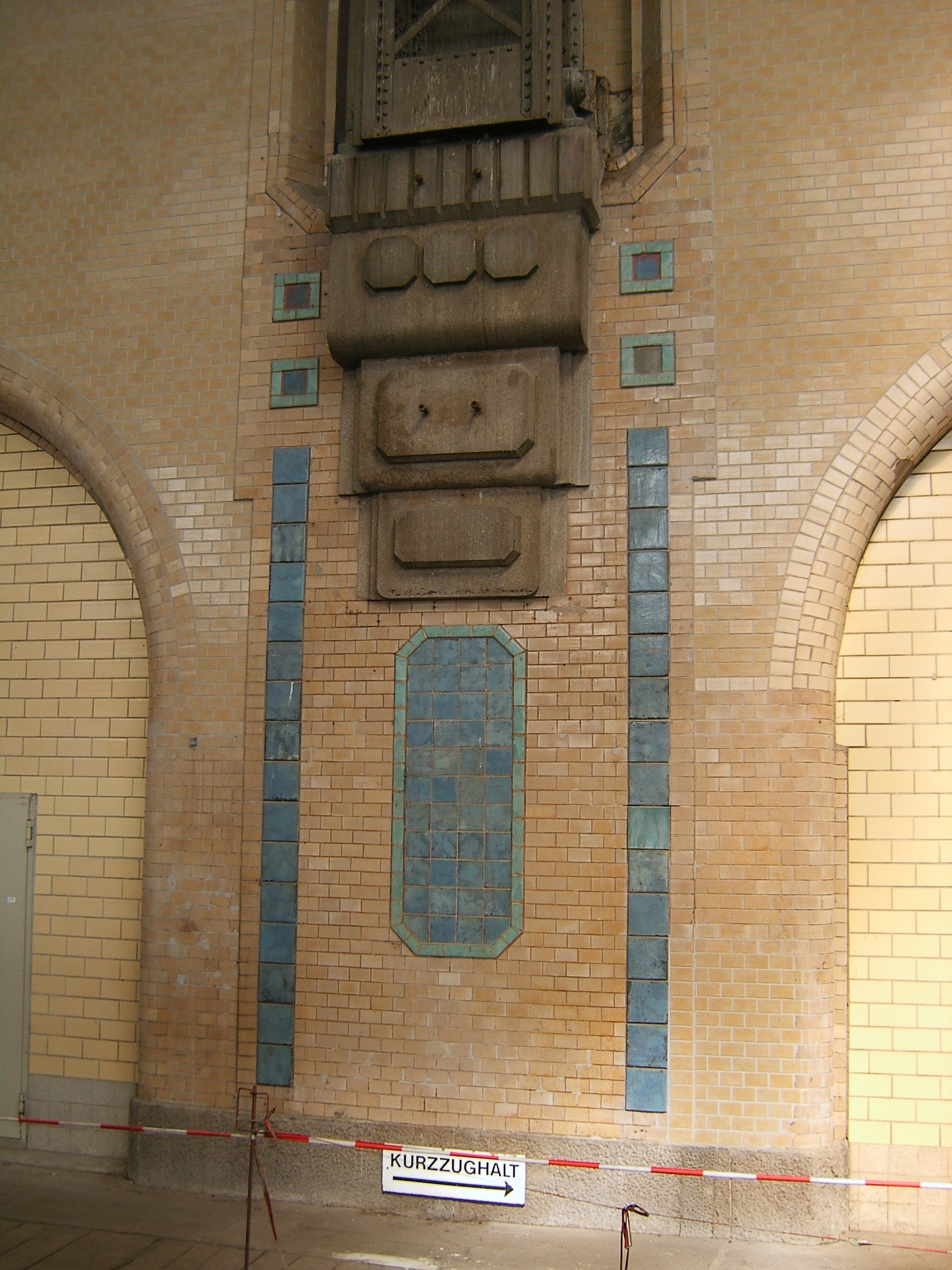
Detail zdi hlavního nádraží - šrouby k upevnění výložníku trakčního vedení

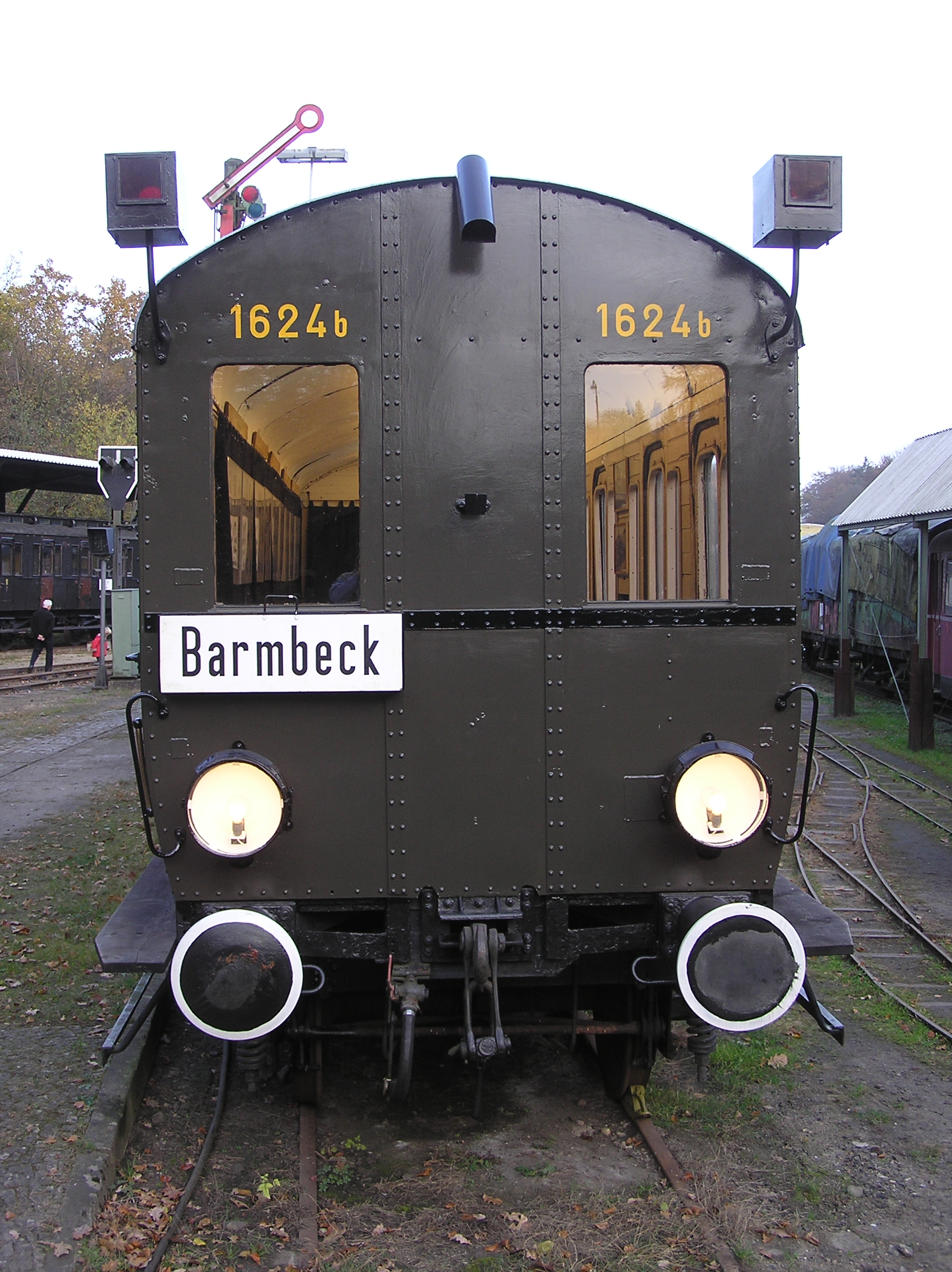
Zachovaný vůz 1624

Podle smlouvy z roku 1904 měla být celá trasa opatřena trakčním vedením s jednofázovým napájením 6,3 kV 25 Hz napájeným z vlastní tepelné elektrárny na Leverkusenstraße. Tato elektrárna sloužila i k napájení přístavní dráhy.
1. října 1907 byly nasazeny do provozu první elektrické jednotky a od 29. ledna 1908 byla celá trasa Blankenese - Ohlsdorf provozována pouze elektricky. Toto datum je také považováno za počátek hamburského S-Bahnu.
Základní jednotka soupravy na střídavý proud se skládala ze dvou nakrátko spojených šestinápravových oddílových vozů s uspořádáním Bo'1+1(1A)', později Bo'1+1 2'. V letech 1924 - 1933 bylo dodáno celkem 57 dvojdílných jednotek s dvěma krajními dvounápravovými hnacími podvozky a jedním středním běžným Jakobsovým podvozkem a se stanovištěm strojvedoucího na obou koncích. Konstrukce vozů s nástupními dveřmi u každého oddílu byla odvozena z pruských oddílových vozů. Původně nesly označení Altona 641 a/b a následující, od roku 1931 elT 1589 a/b - elT 1645 a/b. Protože při dalším přeznačování v roce 1940 již byly určeny k brzkému vyřazení, nebyly zahrnuty do nového číselného schématu. Přesto byly neoficiálně vedeny jako ET 99. Poslední z nich dojezdily při ukončení střídavého provozu 22. května 1955. Dva vozy byly upraveny pro stejnosměrný provoz a použity jako nákladní jednotka.

### 1914–1918 – 1. světová válka
Napjatá hospodářská situace během 1. světové války dovolovala udržovat pouze omezený provoz. Především stále nižší dodávky náhradních dílů a povolání personálu do války způsobily, že ze 140 vozů jich zůstalo na konci války provozuschopných pouze 34.

### 1924 – Rozšíření o Alstertalbahn
Místní realitní společnost stavěla od roku 1914 prodloužení trati z hamburského Ohlsdorfu do pruského Poppenbüttelu, aby umožnila rozvoj obcí v okolí Hamburku podél řeky Alstery (přítok Labe). Po konkursu převzal vedení stavby okres Stormarn a trať byla v roce 1918 otevřena. Provoz zajišťovaly zpočátku benzínové motorové vozy, neboť nedostatek mědi bránil natažení trolejového vedení. Později předal Storman trať DRG, která trať do roku 1924 elektrifikovala a rozšířila tak provoz hambursko-altonské městské a předměstské dráhy až do Poppenbüttelu.

### 1934 – Označení S-Bahn
V Berlíně, kde byl tehdy v provozu podobný systém městské a předměstské železnice, bylo v roce 1930 zavedeno označení S-Bahn. Tímto symbolem označily v roce 1934 říšské dráhy i svoji Hamburg-Altonaer Stadt- und Vorortbahn. Na rozdíl od Berlína byly do tarifního systému zahrnuty neelektrifikované tratě s parním provozem: Blankenese - Wedel, Altona - Elmshorn, Hamburk - Friedrichsruh A Hamburkund - Harburg.

### 1939–1945 – Přechod na stejnosměrný systém a 2. světová válka

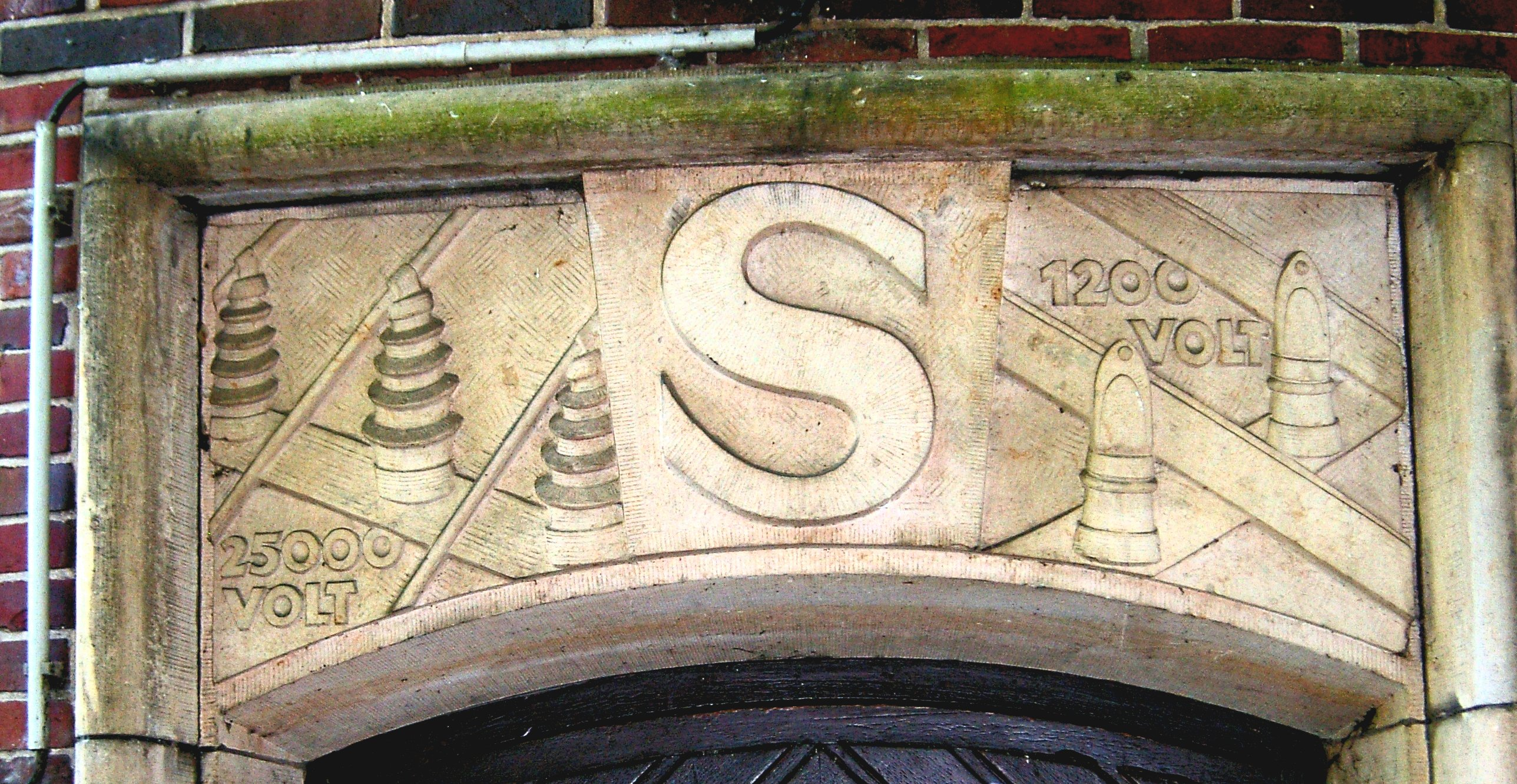
Portál měnírny Berliner Tor: „25000 V / 1200 V“

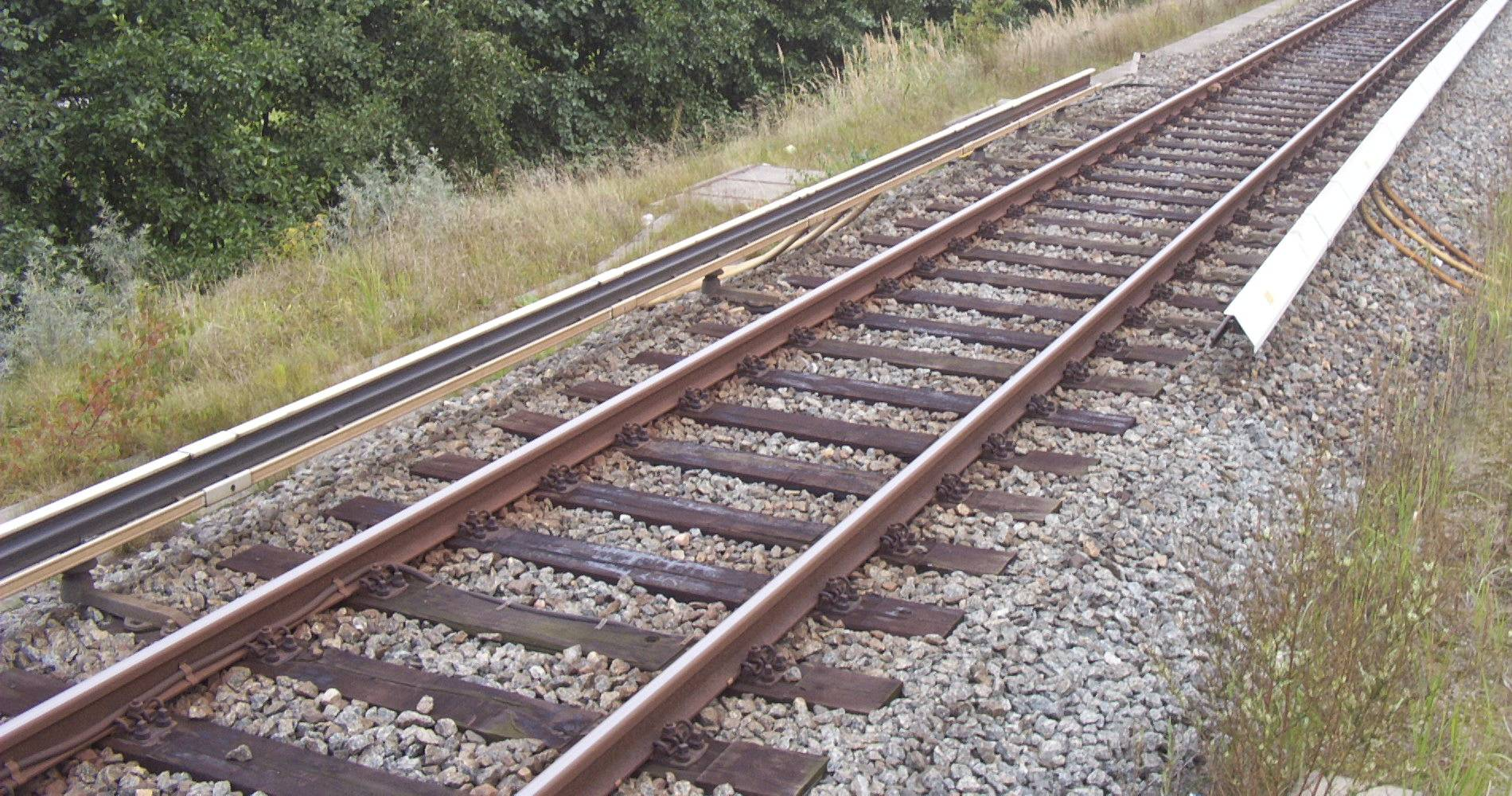
Napájecí kolejnice, zde s plastovými kryty

Po téměř 30letém provozu se ve 30. letech projevila nezbytnost modernizace traťové části i vozidel. Jelikož v Berlíně se osvědčil systém stejnosměrného napájení postranní kolejnicí, rozhodly říšské dráhy v roce 1937 o přechodu na tento systém napájení i v Hamburku. Na rozdíl od Berlína zde bylo zvoleno poněkud vyšší napájecí napětí - 1200 V. První stejnosměrné soupravy byly dodány v roce 1939 - řada ET 171 - a od 22. dubna 1940 začal pravidelný provoz mezi Ohlsdorfem a Poppenbüttelem souběžně se střídavými vlaky. 15. července téhož roku bylo uvedeno do provozu stejnosměrné napájení v úseku Blankenese - Altona a od 10. dubna 1941 byl zaveden provoz stejnosměrných vlaků v celé trati Blankenese - Poppenbüttel. Do roku 1943 bylo dodáno celkem 47 vlaků řady ET 171.
Základní jednotku stejnosměrného vlaku tvořily tři nakrátko spřažené čtyřnápravové vozy. V každé bočnici každého vozu byly čtvery dvoukřídlé posuvné dveře. Prostřední vložený vůz 2. třídy byl vybaven čalouněnými sedadly, oba motorové vozy 3. třídy měly laťovaná dřevěná sedadla.
První roky 2. světové války neměly na provoz S-Bahnu vliv. Nacionálněsocialistická vláda dokonce plánovala rozsáhlou výstavbu sítě. Po rozsáhlém spojeneckém bombardování Hamburku v roce 1943 byly tyto plány odloženy. Velká část vozidel byla poškozena, na konci války bylo 55 ze 145 střídavých vlaků zničeno a zbytek těžce poškozen. Ze 47 stejnosměrných jednotek byly pouze čtyři poškozeny, z toho tři mohly být uvedeny do původního stavu.

### Rozvoj sítě v letech 1950 - 1965

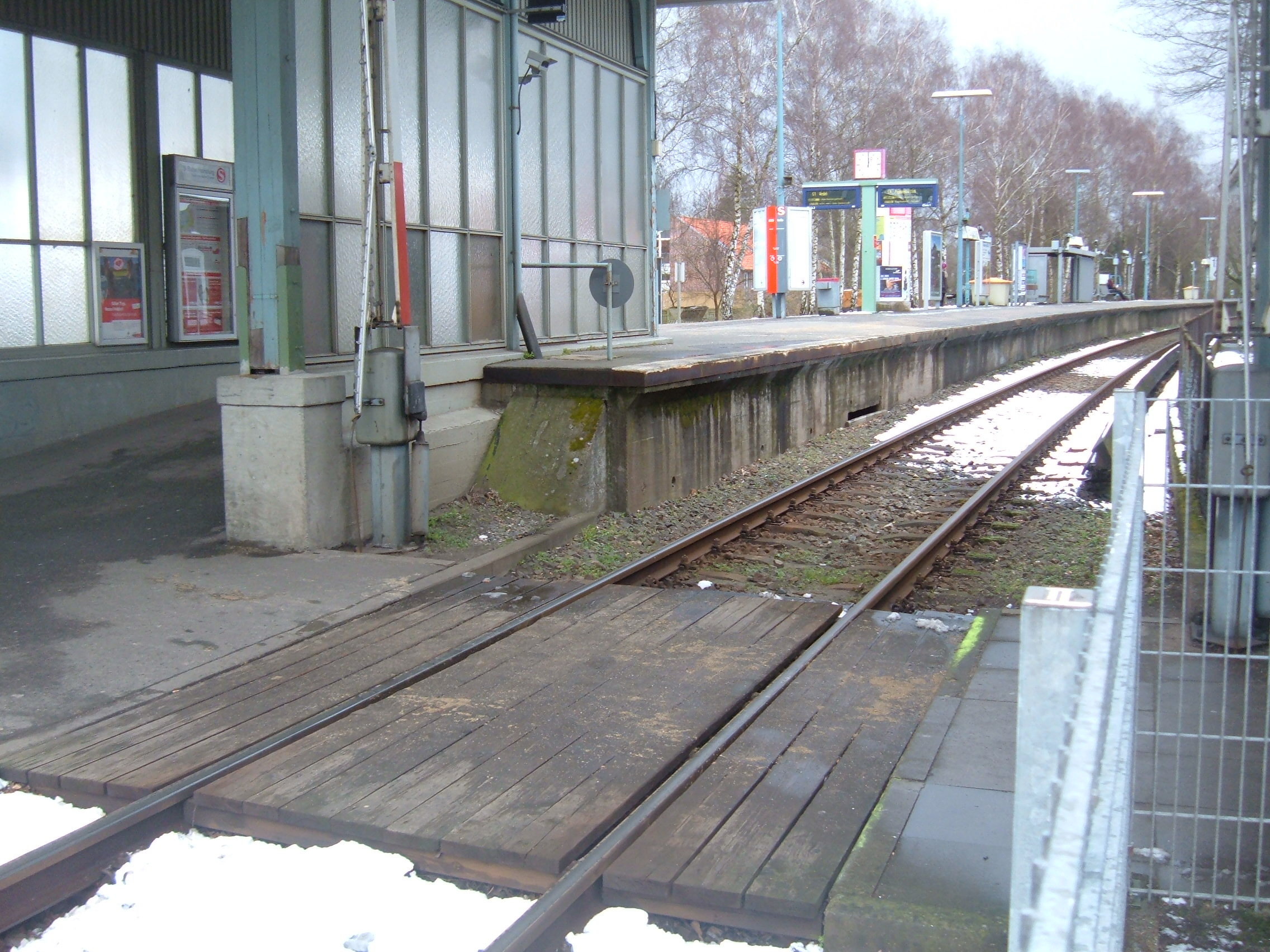
Přístup na nástupiště v Sülldorfu přes úrovňový přejezd

Stejnosměrný S-Bahn byl roku 1950 prodloužen po jednokolejné trati z Blankenese do Sülldorfu a roku 1954 až do Wedelu. Roku 1958 byla osazena stejnosměrným napájením také dálková trať do Berlína, na které po rozdělení Německa prakticky ustala dálková doprava, a to až do Bergedorfu. Jednalo se o první trať se smíšeným provozem S-Bahnu a dálkových vlaků, jejichž počet zůstával omezen až do roku 1990. Spolu s tím dostal S-Bahn novou trať. Bergedorfské vlaky jezdily na Altonu přes Berliner Tor.
Na stanici Holstenstraße byla roku 1962 vystavěna spojka mezi spojovací dráhou a tratí AKN (Altona-Kaltenkirchener Eisenbahn), jejíž trasa byla zkrácena na Langenfelde. S-Bahn používal od roku 1965 trasu AKN až do Eidelstedtu a dále pokračoval podle trati do Kielu až do stanice Elbgaustraße .

### 1965 – Založení HVV
29. listopadu 1965 založily Deutsche Bundesbahn, Hamburger Hochbahn AG, Dopravní podniky Hamburk - Holštýnsko a HADAG mořská turistika a převoznická služba Hamburský dopravní svaz (Hamburger Verkehrsverbund - HVV), první dopravní svaz na světe. Od konce prosince 1966 byly trati DB provozované dle hamburského předměstského tarifu začleněny do HVV. V lednu 1967 dostaly poprvé linky linkové označení (S1 - S6), do té doby byly odlišeny pouze barevně.

### Rozšiřování sítě 1967 - 2002

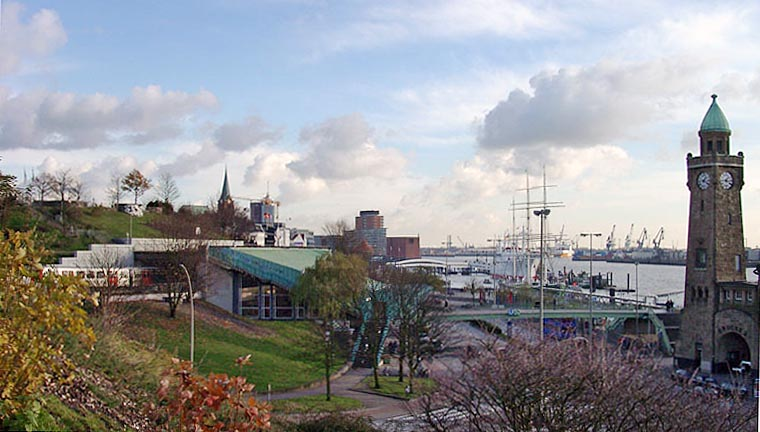
Stanice S-Bahnu a U-Bahnu Landungsbrücken (links)

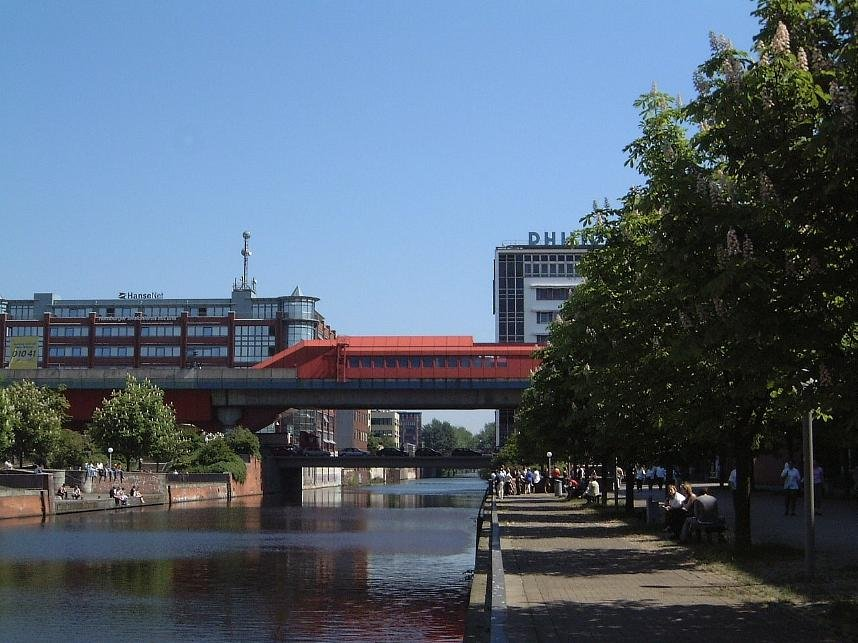
Stanice Hammerbrook

V dalších letech dopšlo k dalšímu rozšiřování sítě. Roku 1967 byly uvedeny do provozu vlastní koleje mezi stanicemi Elbgaustraße a Pinneberg, v roce 1969 byla prodloužena napájecí kolejnice z Bergedorfu do Aumühle.
K odlehčení spojovací dráhy a ke zlepšení dopravní obslužnosti centra Hamburku byla roku 1967 započata stavba tunelové trati spojující, stejně jako spojovací dráha, hlavní nádraží s nádražím Altona. Tato trať, známá pod jménem City-S-Bahn, byla uvedena do provozu ve třech etapách: V roce 1975 úsek hlavní nádraží - Landungsbrücken, roku 1979 prodloužena do Altony a roku 1981 dokončena nadzemním úsekem do stanice Diebsteich.
Roku 1983 byla trať linky S3 hlavní nádraží - Wilhelmsburg - Harburg Rathaus rozšířena, z velké části podél stávající dálkové trati. V oblasti Hammerbrook je trasa vedena po betonovém viaduktu a pod centrem Harburgu v tunelu. O rok později byla prodloužena podél dolnolabské dráhy do Neugraben.
Po německém sjednocení prudce vzrostly přepravní nároky na trase do Berlína. V roce 1994 došlo k dočasnému zastavení provozu S-Bahnu mezi stanicemi Bergedorf a Aumühle. Část trati po Reinbek byla uvedena do provozu po vlastních kolejích v roce 1997, prodloužení do Aumühle se zpozdilo až do roku 2002 kvůli stížnostem obyvatelstva.

### 2007 – zavedení dvousystémového provozu

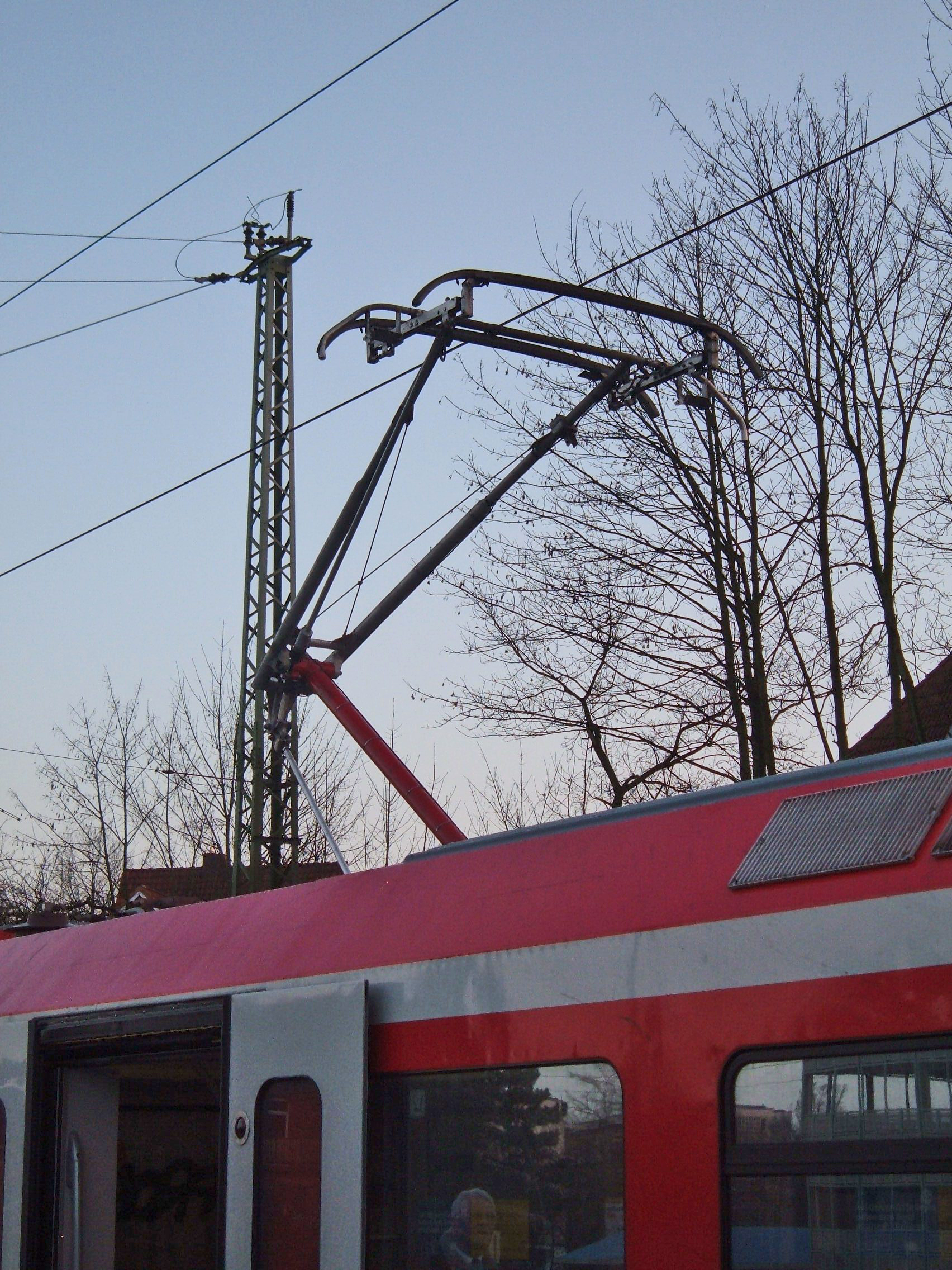
S-Bahn pod trakčním vedením na konečné Stade

Nejnovější rozšíření sítě se událo při zimní změně grafikonu 2007 prodloužením linky S3 z Neugraben přes Buxtehude do Stade. Délka sítě S-Bahnu tím vzrostla o 32 km, šlo o největší jednorázové rozšíření sítě v historii. S-Bahn zde jezdí po kolejích DB Netz AG společně s ostatními vlaky.

### Otevřené úseky (elektrický provoz)
| Datum otevření    | Z - Do                                 | název úseku                                                      |
| ----------------- | -------------------------------------- | ---------------------------------------------------------------- |
| 1. října 1907     | Blankenese – Ohlsdorf                  | Altona-Blankeneser Eisenbahn / Spojovací dráha (Verbindungsbahn) |
| 12. března 1924   | Ohlsdorf – Poppenbüttel                | Alstertalbahn                                                    |
| 14. května 1950   | Blankenese – Sülldorf                  | Altona-Blankeneser Eisenbahn                                     |
| 23. května 1954   | Sülldorf – Wedel                       | Altona-Blankeneser Eisenbahn                                     |
| 1. června 1958    | Berliner Tor – Bergedorf               | Berlin-Hamburger Bahn                                            |
| 22. února 1962    | Holstenstraße – Langenfelde            | Verbindungsbahn / Pinneberger S-Bahn                             |
| 26. září 1965     | Langenfelde – Elbgaustraße             | Altona-Kieler Eisenbahn                                          |
| 24. září 1967     | Elbgaustraße – Pinneberg               | Altona-Kieler Eisenbahn                                          |
| 1. června 1969    | Bergedorf – Aumühle                    | Berlin-Hamburger Bahn                                            |
| 1. června 1975    | Hauptbahnhof – Landungsbrücken         | City-S-Bahn                                                      |
| 21. dubna 1979    | Landungsbrücken – Altona               | City-S-Bahn                                                      |
| 31. května 1981   | Altona – Diebsteich                    | City-S-Bahn                                                      |
| 25. září 1983     | Hauptbahnhof – Harburg Rathaus         | Harburger S-Bahn                                                 |
| 5. srpna 1984     | Harburg Rathaus – Neugraben            | Harburger S-Bahn                                                 |
| 6. prosince 2007  | Neugraben – Stade                      | Niederelbebahn                                                   |
| 11. prosince 2008 | Ohlsdorf - Hamburg Airport (Flughafen) | Flughafen-S-Bahn                                                 |

## Vozidla

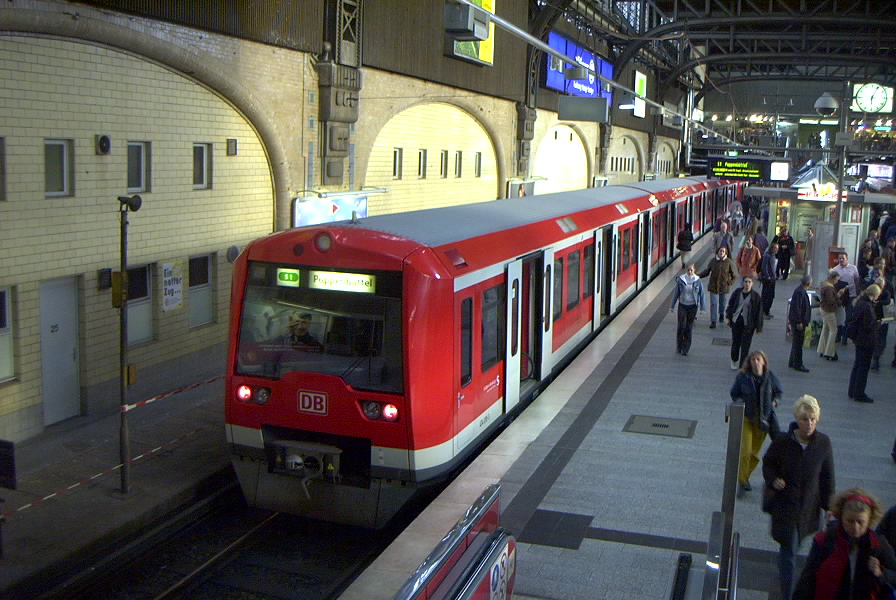
Ř. 474 na hlavním nádraží

Hamburský S-Bahn používá od zavedení stejnosměrného provozu trojdílné elektrické jednotky napájené přívodní kolejnicí s bočním kontaktem. Jedná se o následující řady:
- ř. 471/871 (73 vozidel, vyrobeno 1939 - 1958, v provozu do r. 2001)
- ř. 470/870 (45 vozidel, vyrobeno 1959 - 1970, v provozu do r. 2002)
- ř. 472/473 (62 vozidel, vyrobeno 1974 - 1984)
- ř. 474/874 (dosud 112 vozidel, vyráběno od r. 1996)

Třívozová jednotka je nazývána „krátký vlak - Kurzzug“, dvě jednotky tvoří „celý vlak - Vollzug“, tři spojené jednotky se nazývají „dlouhý vlak - Langzug“.
Jednotky řad 470 a 471 mohly být řazeny do souprav bez omezení. Řada 472 má svorkovnice spřáhel rozděleny na tři části. Při spojení se staršími jednotkami byla propojena pouze střední část a jednotky mohly tvořit vlak. U řady 474 nebyl tento požadavek uplatněn, řadu 474 lze s ostatními řadami spojovat pouze mechanicky pomocí adaptéru.

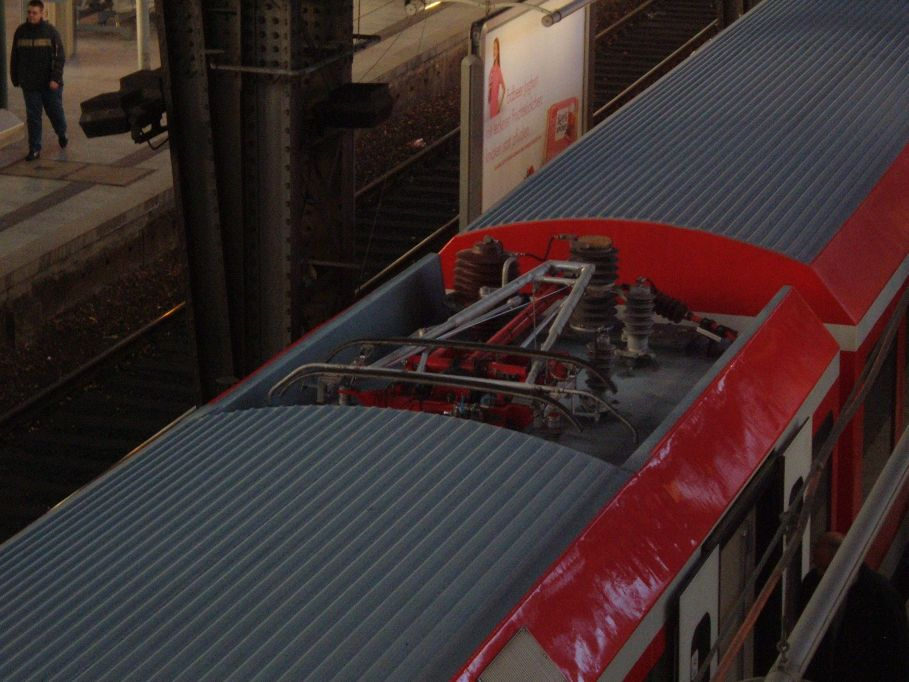
Stažený pantograf na vloženém voze dvousystémové jednotky

Pro nasazení na novém úseku do Stade bylo objednáno devět nových dvousystémových jednotek a dalších 33 jednotek řady 474 (inv. č. 059 - 091) z provozu upraveno na dvousystémovou verzi. Nové jednotky nesou inventární čísla 113 - 145. V důsledku omezeného průjezdného profilu S-Bahnu musel být na konci vloženého vozu snížen strop a sběrač se vzduchojemem musel být zapuštěn do střechy.

### Barevné schéma

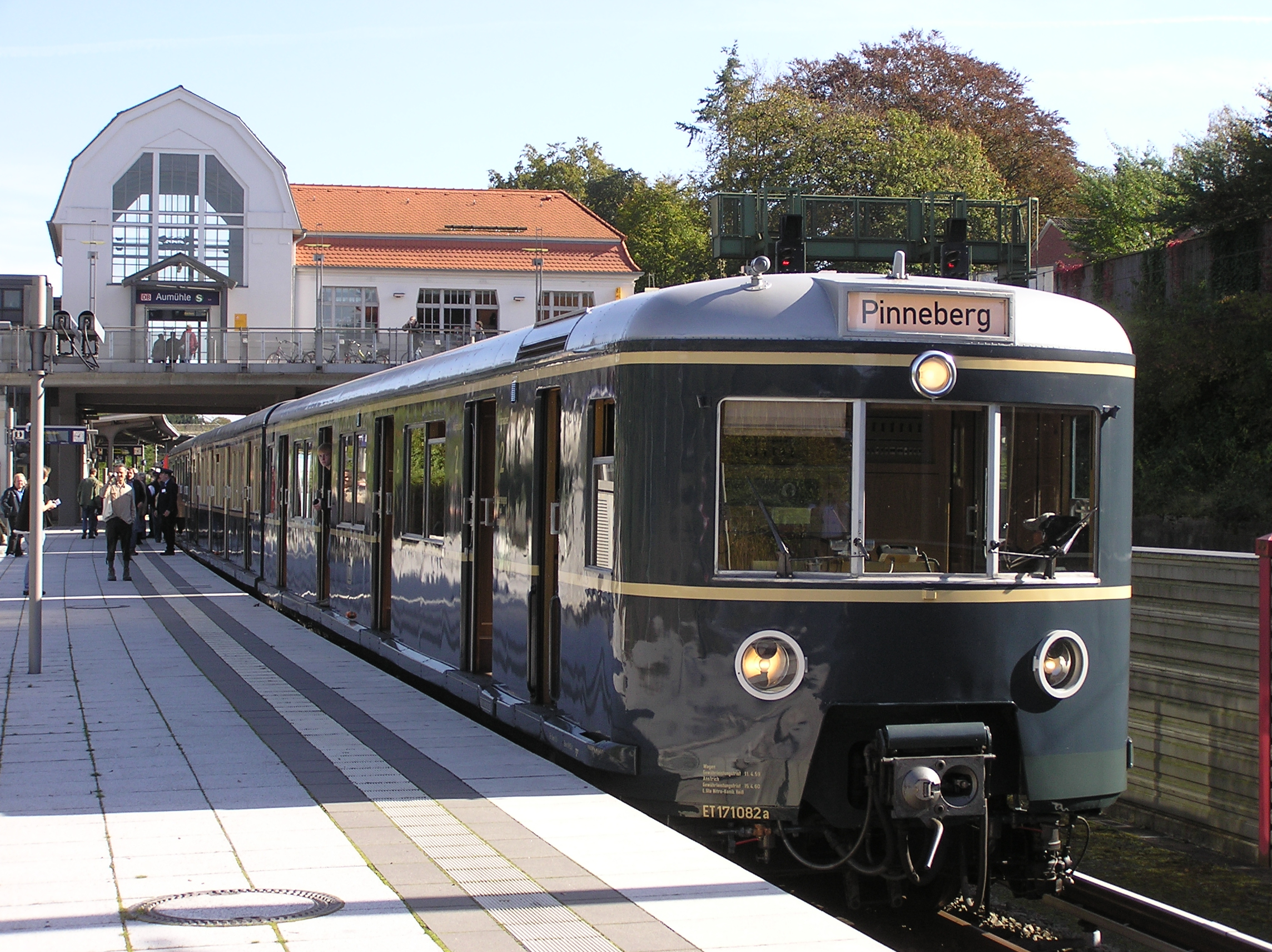
Muzejní vlak ř. ET 171 v Aumühle

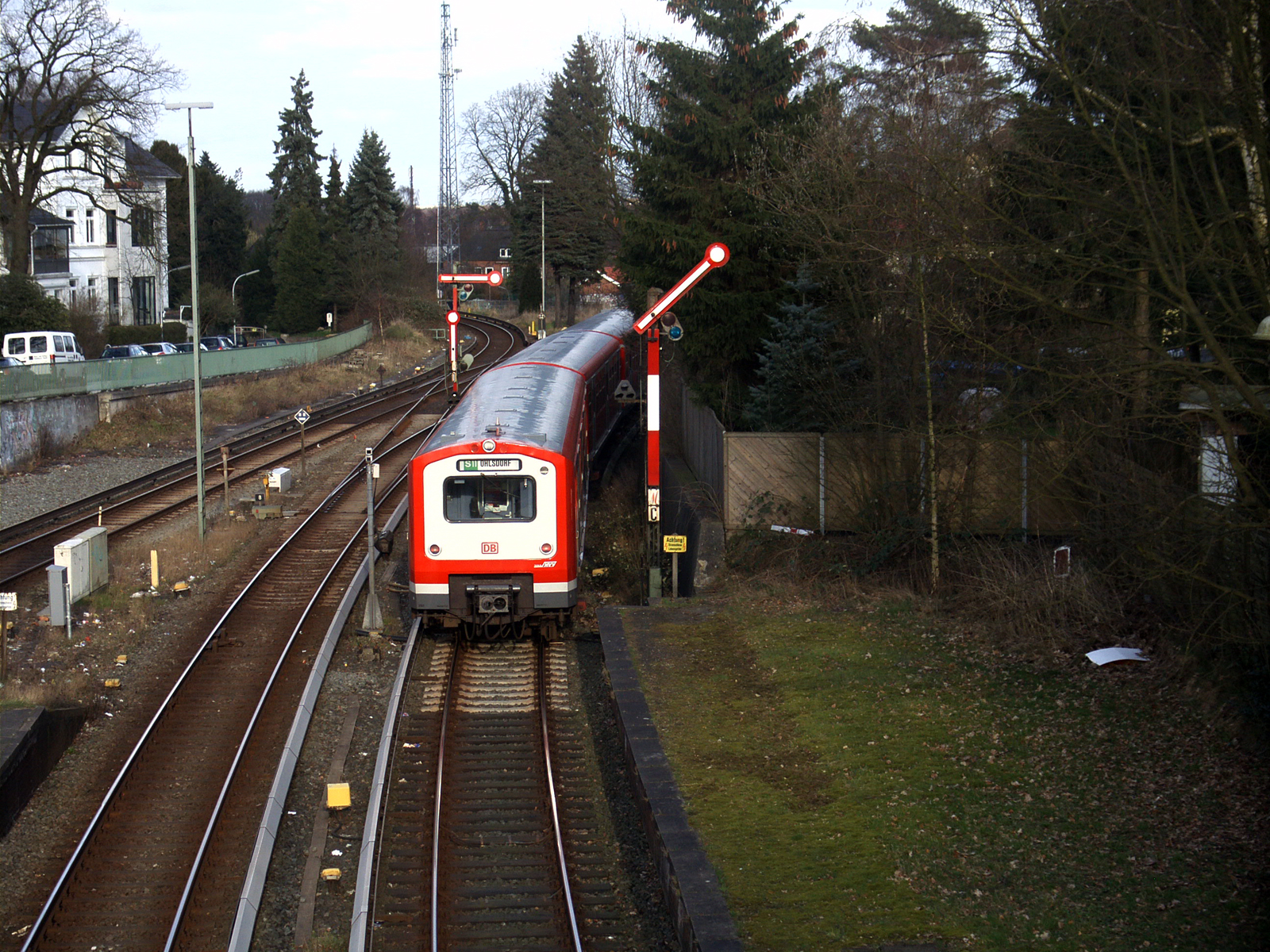
Ř. 472 v novém laku při odjezdu z Blankenese směr Ohlsdorf

První střídavé jednotky nesly tmavozelený nátěr. Stejnosměrné jednotky byly dodány v odstínu kobaltové modři se dvěma ozdobným i linkami. Tento nátěr tvořil desetiletí podobu hamburského S-Bahnu.
Od roku 1974 přicházely nové jednotky ř. 472 v barvách DB - oceánská modř a béžová. Také starší jednotky začaly dostávat při dílenských opravách nátěr v novém schématu. Přelakování celého parku ještě nebylo dokončeno, když roku 1990 zavedly DB nový nátěr v odstínu dopravní červeně.
První vozidla ř. 474 byla dodána v barevné kombinaci bílé, šedé a červené, což odpovídalo vozům podzemní dráhy typu DT4. Ještě před nasazením do provozu byly jednotky v rámci „Redesign-Programu“ přelakovány na červeno.

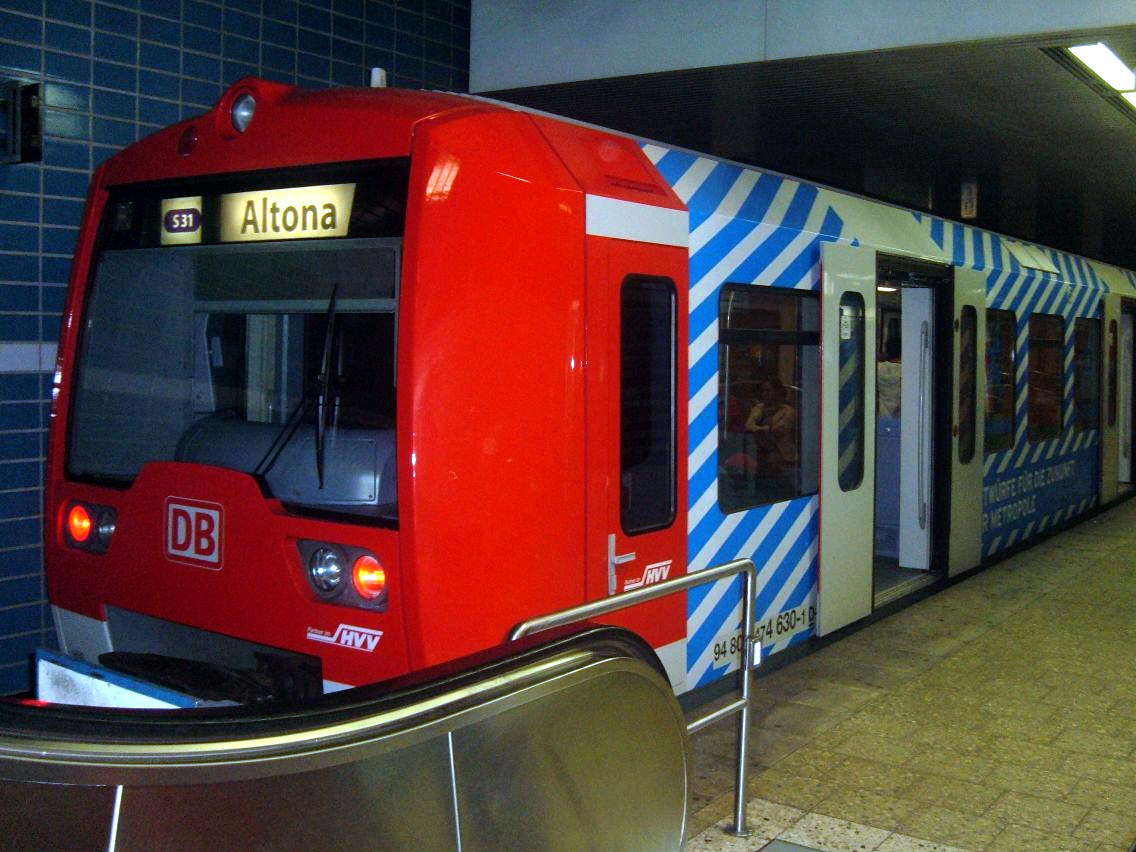
Jednotka 4130 s celoplošnou reklamou na stanici Harburg Rathaus

Vozidlům určeným ke zrušení bylo ponecháno původní barevné schéma, takže jeden čas jezdily současně jednotky tří barevných provedení.

### Vozové třídy

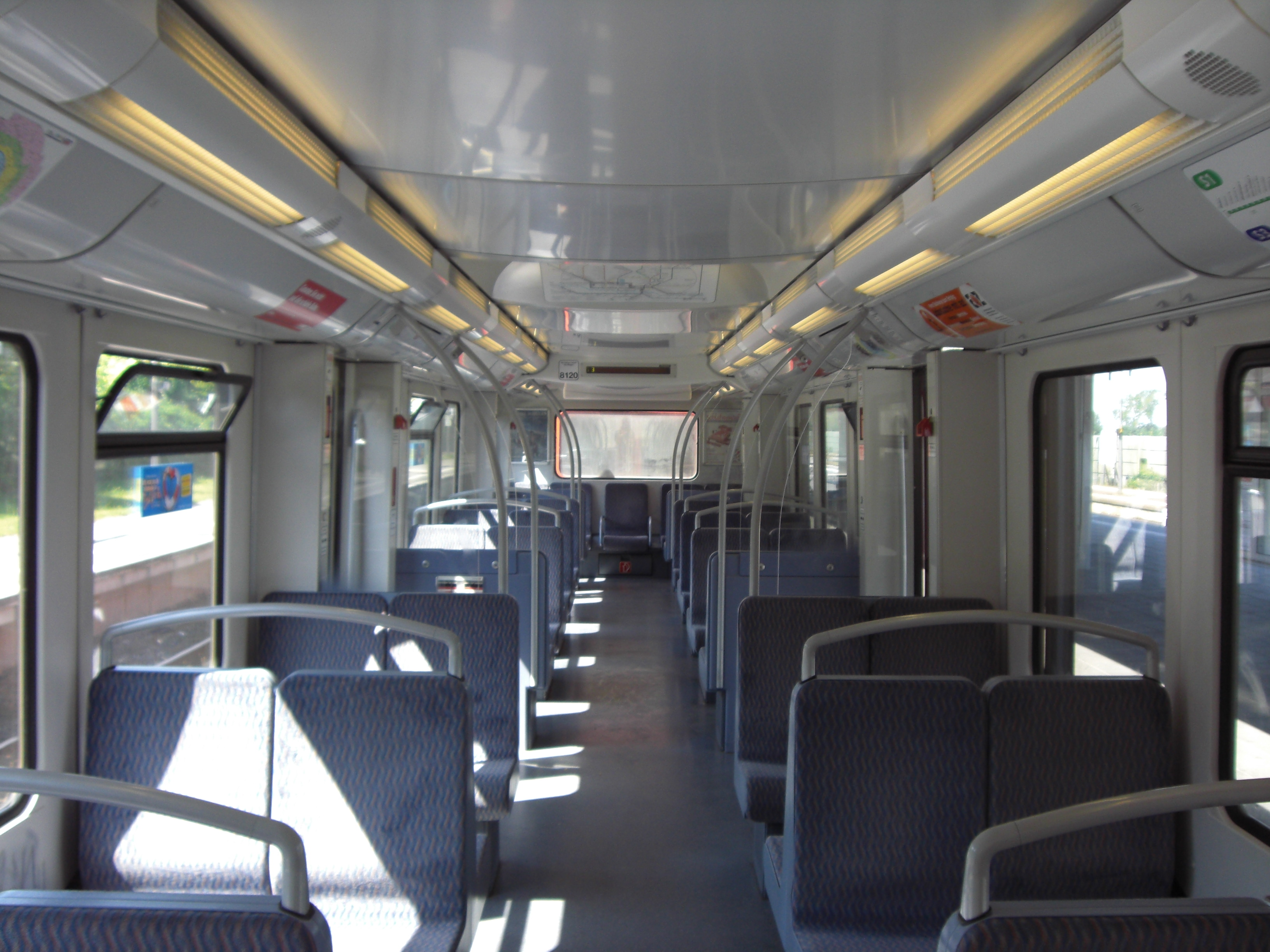
Vložený vůz dousystémové jednotky ř. 474³, na konci vozu patrné snížení stropu pro umístění sběrače.

Do 3. června 1956 byly vozy označeny 2. a 3. třídou. Po tomto datu byla 3. třída přeznačena na druhou a druhá na první. Vozy 1. třídy byly v provozu až do listopadu 2000. Jednalo se o vložené vozy (kvůli nižšímu hluku). Sedadla byla odlišně čalouněná a mezi sedadly byly větší rozestupy.

## Stanice

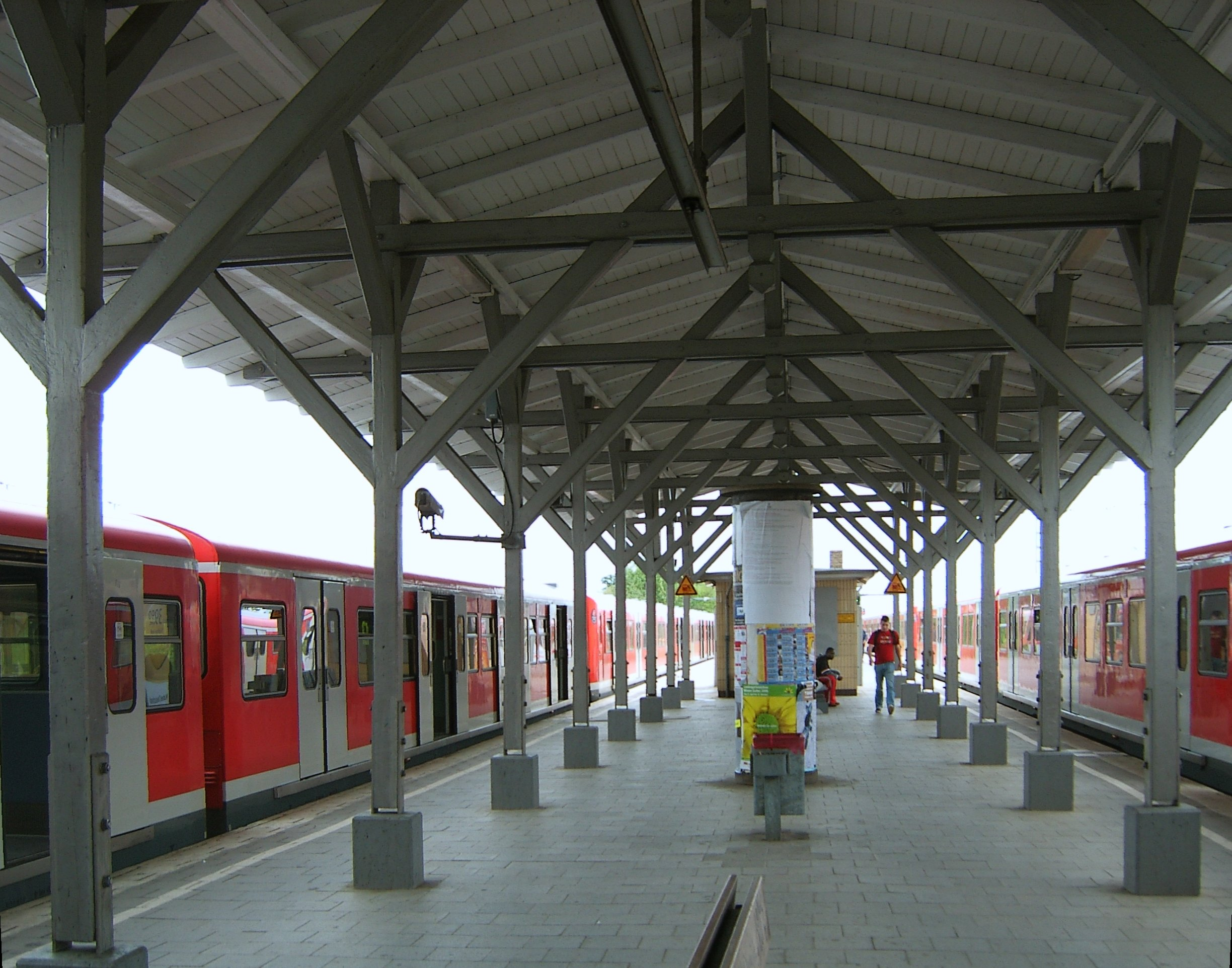
Nástupiště stanice Rothenburgsort

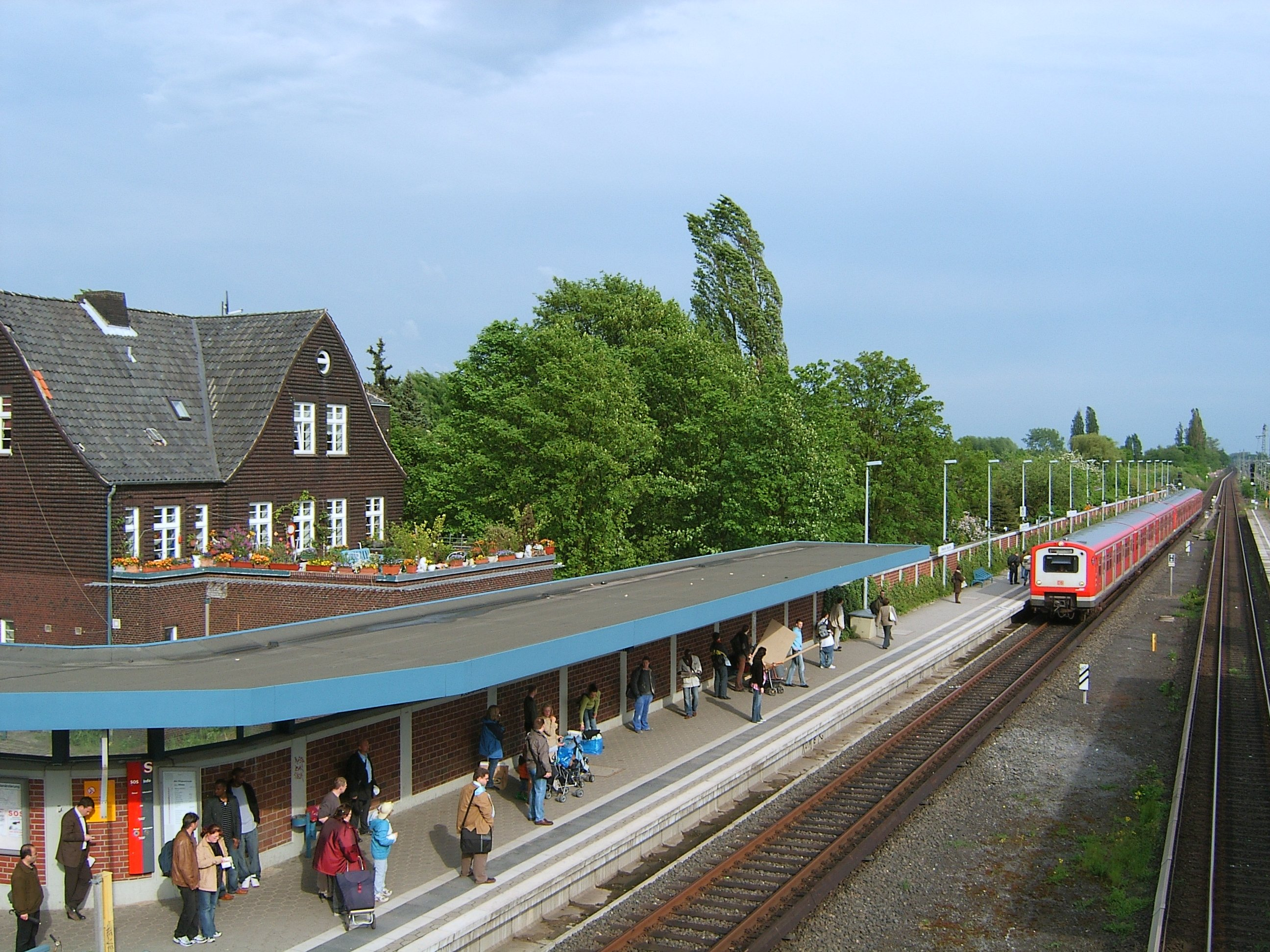
Stanice Billwerder-Moorfleet s vlakem ř. 472

Hamburský S-Bahn obsluhuje stanic, z toho deset podzemních. Pět z nich leží na City-S-Bahn (Jungfernstieg, Stadthausbrücke, Landungsbrücken, Reeperbahn a Königstraße), tři v centru Harburgu (Harburg, Harburg Rathaus und Heimfeld) a předposlední jsou nástupiště S-Bahnu na nádraží Altona. Také na hlavním nádraží se nástupiště vlaků směřujících k západu nacházejí pod povrchem. Nejnovější podzemní stanicí je nově otevřená stanice na letišti.

### Uspořádání stanic

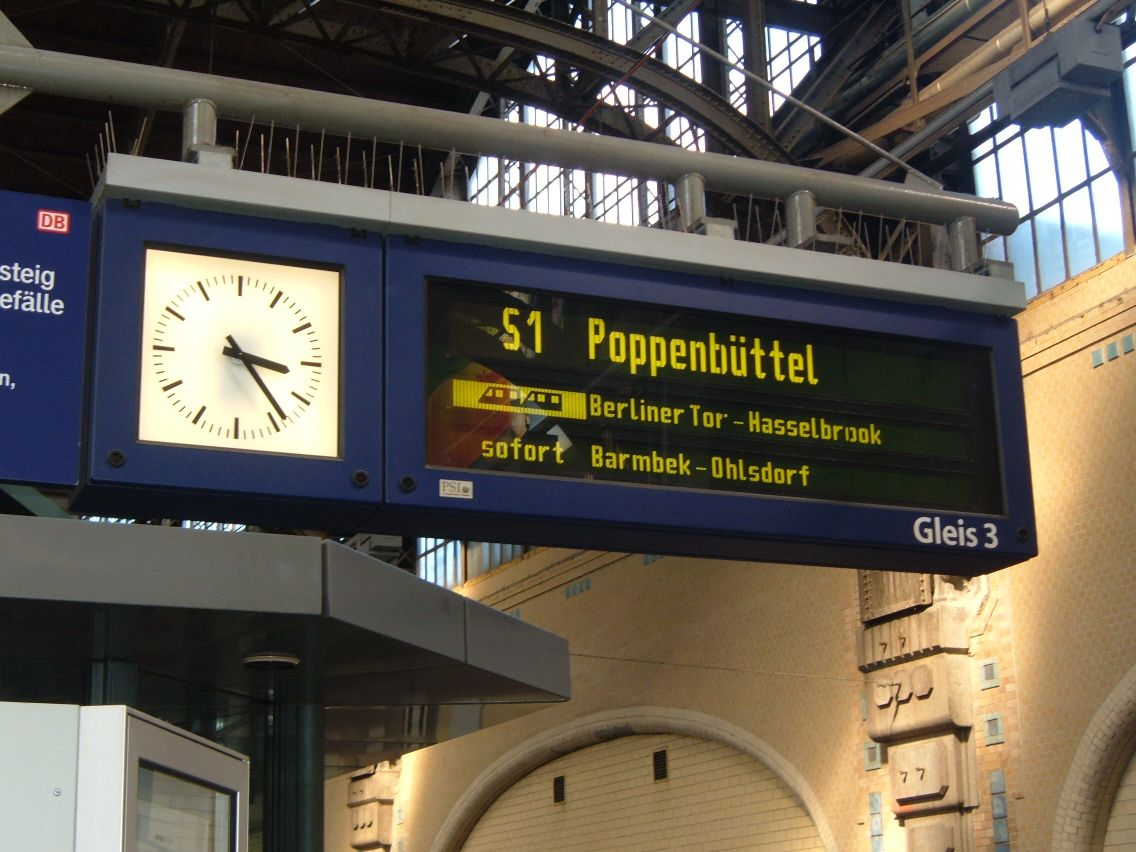
Informační tabule S-Bahnu na hlavním nádraží

Většina stanic má jedno ostrovní nástupiště. Na hlavním nádraží a na Altoně má každý směr vlastní ostrovní nástupiště. Některé stanice mají nástupiště postranní.
Většina stanic má nástupiště délky 200 m. Ostatní stanice pojmou alespoň "Vollzug". To se týká především nové trati se střídavým napájením.